# 村田農園
村田農園（むらたのうえん）は、茨城県鉾田市のイチゴ専業農家。日本有数のイチゴ農家として知られ、ザ・リッツ・カールトン東京など有名ホテル、有名パティシエからの引き合いも多く、銀座千疋屋では定期的に「村田さん家のいちごフェア」が開催されている。
村田農園で栽培されるイチゴは日本でも有数のクオリティの高さと評価されているが、使用しているイチゴの苗は普通に農業協同組合から購入しているものであり、育て方で品質を向上させている。
かつては、ノートに記録を付けて試行錯誤を重ねていたが、品質の均一化や省力化のために2015年ににIoTやAIを利用したシステムを導入した。土に埋め込んだセンサーによって、土中の水分量、肥料の濃度、地温などの情報を測定し記録すると共に、それらの情報からAIが判断し、適量の水や栄養を畑に供給するシステムである。